# William D'Amico
William John "Bill" D'Amico, född 3 oktober 1910, död 30 oktober 1984, var en amerikansk bobåkare.
D'Amico blev olympisk guldmedaljör i fyrmansbob vid vinterspelen 1948 i Sankt Moritz.